# 戦車の北転事業
戦車の北転事業（せんしゃのほくてんじぎょう）とは、冷戦末期に陸上自衛隊がソビエト連邦軍（ソ連軍）の北海道侵攻を警戒し、対処するために1990年（平成2年）と1991年（平成3年）に本州・四国・九州の戦車戦力の一部を北海道の戦車部隊に投入した、一連の部隊改編および作戦のことを指す。
ここでは冷戦後の陸上自衛隊の戦車部隊の整理についても説明する。

## 背景
1980年代後半は、アメリカ合衆国とソビエト連邦による冷戦対立が尖鋭化しており、当時、対立は引き続くと考えられていた。そのころの陸上自衛隊の方針として、北方重視、すなわちソ連軍による北海道侵攻（ソ連脅威論）を最重要視していたため、陸・海・空の各自衛隊では北海道の部隊を中心に、対ソ戦への備えとして重装備化・新装備の投入が活発的に行われた。
陸上自衛隊で最前線部隊となる北部方面隊では、重戦力たる野戦特科・機甲科戦力の拡充が行われ、このうち、野戦特科部隊では第1特科団等の火砲の更新、地対艦ミサイル連隊の配備、多連装ロケット砲等の配備が進められていった。
一方、1980年代前半の北部方面隊の機甲科（戦車）戦力としては、1981年（昭和56年）に機甲師団化された第7師団の3個戦車連隊（4個戦車中隊基幹）と第2・第5・第11の各師団戦車大隊が1個大隊ずつ（第2・第11は4個戦車中隊・第5は3個戦車中隊基幹）、そして北部方面隊直轄運用部隊で予備戦力である第1戦車群（5個（平成25年）中隊基幹）が編成されていた。
ソ連軍の侵攻による北海道有事の際には本州以南からとして展開することとなるが、津軽海峡を挟むため海上自衛隊による海上輸送が必須となる。そのため、重火力装備の機動展開の即応性に欠けることなどから、本州以南の戦車部隊から1個中隊規模を削減、これを北部方面隊直轄部隊として（一部は第7師団の増強戦力として）配置転換・部隊編成し、平時は北海道という広大な土地を利用して部隊錬成を図り、有事の際は予備戦力として運用することが検討された。

## 戦車部隊の配置転換

### 本州以南の戦車部隊削減
1990年（平成2年）3月26日および1991年（平成3年）3月29日、北東北の第9戦車大隊を除き、北部方面隊以外の各師団戦車大隊から1個戦車中隊を廃止した。また、第2混成団戦車隊については部隊廃止となった。これにより合計9個中隊規模の戦車戦力が北部方面隊に供出された。
1990年（平成2年）3月26日
- 第12戦車大隊：第3戦車中隊を廃止し、2個戦車中隊基幹に改編。
- 第13戦車大隊：第3戦車中隊を廃止し、2個戦車中隊基幹に改編。
- 第2混成団戦車隊：部隊廃止。

1991年（平成3年）3月29日
- 第1戦車大隊：第4戦車中隊を廃止し、3個戦車中隊基幹に改編。
- 第3戦車大隊：第4戦車中隊を廃止し、3個戦車中隊基幹に改編。
- 第4戦車大隊：第4戦車中隊を廃止し、3個戦車中隊基幹に改編。
- 第6戦車大隊：第4戦車中隊を廃止し、3個戦車中隊基幹に改編。
- 第8戦車大隊：第4戦車中隊を廃止し、3個戦車中隊基幹に改編。
- 第10戦車大隊：第3戦車中隊を廃止し、2個戦車中隊基幹に改編。

### 第7師団戦力の増強
1990年（平成2年）3月26日、第7師団隷下の3個戦車連隊は第5戦車中隊を新編し、5個戦車中隊基幹に増強された。同時並行で、北部方面隊各師団の1個普通科連隊を装甲車化した。
- 第71戦車連隊：4個戦車中隊基幹→5個戦車中隊基幹に増強
- 第72戦車連隊：4個戦車中隊基幹→5個戦車中隊基幹に増強
- 第73戦車連隊：4個戦車中隊基幹→5個戦車中隊基幹に増強

### 独立戦車中隊の配備
1991年（平成3年）3月29日、北部方面隊直轄部隊として5個独立戦車中隊（第316～第320戦車中隊）が編成された。整備等の運用上の観点から、第7師団を除く師団戦車大隊および第1戦車群に隷属する形で戦車中隊が配備された。新編以外にも各中隊の戦車増強に充てられ、中隊ごとの戦車定数を18両とした。
- 第316戦車中隊「316戦」（上富良野駐屯地）：第2戦車大隊に隷属し、大隊の合計5個戦車中隊編成。
- 第317戦車中隊「317戦」（真駒内駐屯地）：第11戦車大隊に隷属し、大隊の合計6個戦車中隊編成。
- 第318戦車中隊「318戦」（真駒内駐屯地）：第11戦車大隊に隷属し、大隊の合計6個戦車中隊編成。
- 第319戦車中隊「319戦」（鹿追駐屯地）：第5戦車大隊に隷属し、大隊の合計4個戦車中隊編成。
- 第320戦車中隊「1戦群-320」（北恵庭駐屯地）：第1戦車群に隷属し、群の合計6個戦車中隊編成。

## 冷戦崩壊と戦車部隊の整理
この項では、冷戦崩壊から2010年代前半（第7師団については2020年代前半）にかけての北転事業関連部隊の廃止、全国の部隊整理について解説する。26中期防以降の戦車定数削減に関する部隊整理に関しては部隊記事等を参考されたい。

### 背景
戦車北転事業は着実に進められたものの、1989年（平成元年）にはベルリンの壁が崩壊、1991年（平成3年）にはソ連が崩壊して冷戦が完結したため、ソ連軍による北海道着上陸侵攻の脅威は緩和された。一方で対ソ・対ロシアを意識した戦力増強は、戦車の配置転換は一段落したが、野戦特科における旧式装備の更新・ロシアの海洋進出等に対する地対艦ミサイルの導入は引き続き進められていった。
この頃の陸上自衛隊では少子高齢化に伴う部隊のスリム化、2000年代以降の中国人民解放軍の近代化・活発な海洋進出に向けた動きから、北方重視から西方重視（中国脅威論）への転換が叫ばれ始めていた。その一環として第7師団を除いて、独立戦車中隊を含む北部方面隊の戦車部隊の整理・廃止が行われた。また、北部方面隊だけでなく戦車部隊を供出した本州・九州の部隊についても旅団化等による戦車部隊の廃止・縮小等が行われ、一部部隊は中隊再編・部隊新編も見られたが、全体としては縮小傾向がみられた。26中期防以降は戦車戦力の大幅な削減、16式機動戦闘車への置換のため、東北・東部・中部方面区の戦車部隊の廃止、西部方面区の方面直轄化が行われた。

### 第7師団戦力の縮小
- 第71戦車連隊：2023年（令和5年）3月16日、第5戦車中隊を廃止。
- 第72戦車連隊：2023年（令和5年）3月16日、第5戦車中隊を廃止。
- 第73戦車連隊：2024年（令和6年）3月20日、第5戦車中隊を廃止。（2000年（平成12年）3月28日 - 2014年（平成26年）3月25日の間、コア部隊編成）

### 独立戦車中隊の整理
- 第316戦車中隊：1995年（平成7年）3月28日、第2戦車大隊から第2戦車連隊への改編の際に編入され、第9普通科連隊からの配置替要員を含めて第5戦車中隊・第6戦車中隊となる。
- 第317戦車中隊：2005年（平成17年）3月28日廃止。
- 第318戦車中隊：1999年（平成11年）3月29日廃止
- 第319戦車中隊：2003年（平成15年）3月27日廃止。
- 第320戦車中隊：2004年（平成16年）3月29日廃止。

### その他機甲科部隊の整理
- 第1戦車群：2007年（平成19年）3月19日に第305戦車中隊、2013年（平成25年）3月26日に第304戦車中隊を廃止。2014年（平成26年）3月26日、第1戦車群を廃止。北部方面隊直轄の戦車部隊は全廃となった。廃止時3個戦車中隊基幹。
- 第1戦車大隊：2002年（平成14年）3月27日、政経中枢師団化で第3戦車中隊を廃止。
- 第2戦車連隊：2000年（平成12年）3月、第6中隊がコア化された。2014年（平成26年）3月26日の北部方面混成団編成の際に第6中隊を廃止。2023年（令和5年）3月16日、第5戦車中隊を廃止。
- 第3戦車大隊：2006年（平成18年）3月2日、政経中枢師団化で第3戦車中隊を廃止。
- 第4戦車大隊：2003年（平成15年）3月27日、第4戦車中隊を再編成。2013年（平成25年）3月26日に第3戦車中隊・第4戦車中隊を廃止。
- 第5戦車大隊：2004年（平成16年）3月19日、本部管理中隊に施設小隊を編成し、乙編成の「第5戦車隊」に増強。2011年（平成23年）4月22日に施設小隊を廃止し、第5戦車大隊に縮小。
- 第6戦車大隊：1999年（平成11年）3月29日、第4戦車中隊をコア部隊として再編。2006年（平成18年）3月27日に第3戦車中隊・第4戦車中隊を廃止。
- 第8戦車大隊：2005年（平成17年）3月28日、第4戦車中隊を再編。
- 第9戦車大隊：1999年（平成11年）3月29日、第4戦車中隊を新編。2006年（平成18年）3月27日に第4戦車中隊、2010年（平成22年）3月26日に第3戦車中隊を廃止。
- 第10戦車大隊：2004年（平成16年）3月27日、戦略機動部隊改編に伴い第3戦車中隊を再編し、第4戦車中隊を新編。2013年（平成25年）3月26日に第3戦車中隊・第4戦車中隊を廃止。
- 第11戦車大隊：1996年（平成8年）3月29日に第4戦車中隊、2008年（平成20年）3月26日に第3戦車中隊が廃止。
- 第12戦車大隊：2001年（平成13年）3月26日、空中機動旅団化に伴い部隊廃止。
- 第13戦車大隊：1999年（平成11年）3月29日、旅団化を受けて第13戦車中隊に縮小。
- 第14戦車中隊：2006年（平成18年）3月27日、第14旅団発足を受けて新編。第2混成団戦車隊廃止以来16年ぶりに四国に関連する戦車部隊が復活した。